# Microsteira argyrophylla
Microsteira argyrophylla är en tvåhjärtbladig växtart som först beskrevs av Adrien Henri Laurent de Jussieu, och fick sitt nu gällande namn av Marcel Marie Maurice Dubard och Dop,arenes. Microsteira argyrophylla ingår i släktet Microsteira och familjen Malpighiaceae. Inga underarter finns listade i Catalogue of Life.